# Het Grote Beeld
Het Grote Beeld is een kunstwerk van de Nederlandse kunstenaar René van der Wiel.
Het werk werd in 2021 geplaatst in een weiland binnen de Nederlandse gemeente Utrecht, de thuisbasis van de kunstenaar. Het kunstwerk wacht daar op een permanente locatie elders. Van der Wiel liet zich inspireren door Jheronimus Bosch en zijn Tuin der lusten. Het kunstwerk is uitgevoerd in metaal en bestaat uit twee meer dan manshoge oren.

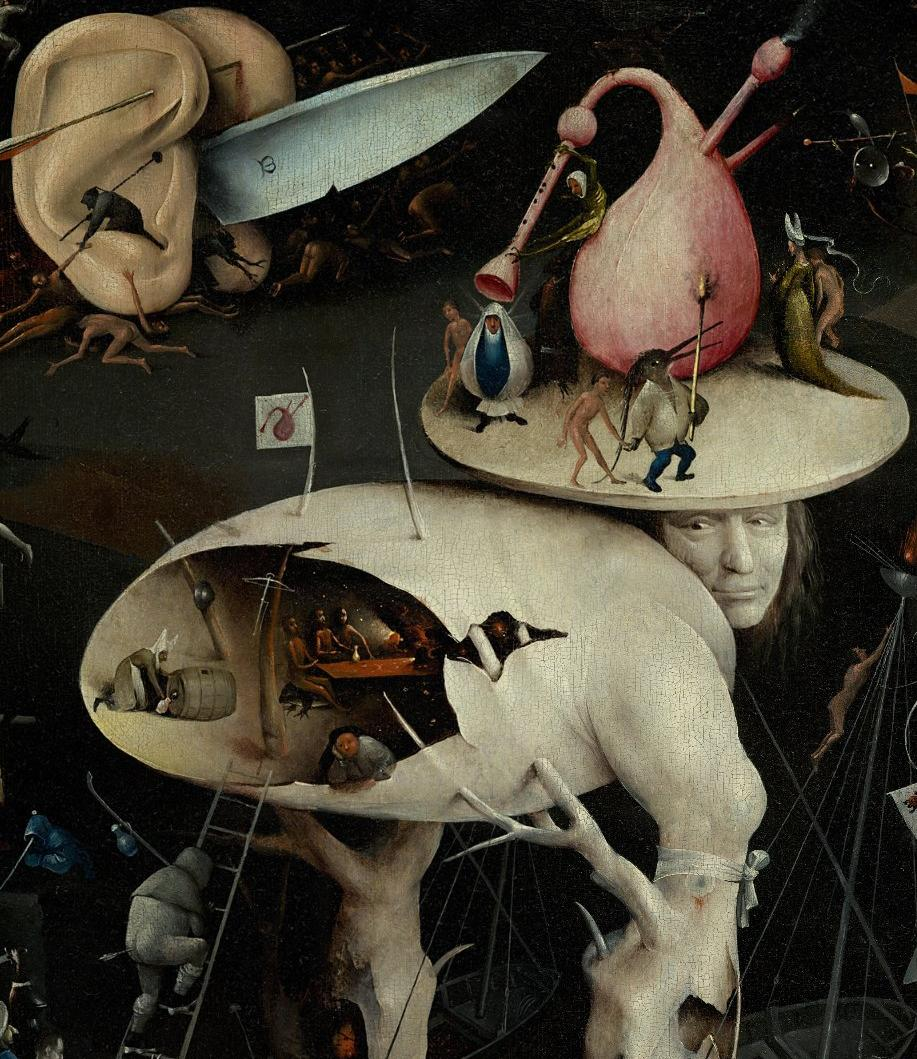
Detail van de Tuin der lusten met linksboven de twee oren